# غار سرآب حریر
غار سرآب حریر مربوط به عصر مفرغ است. این غار در شهرستان دالاهو، بخش مرکزی، دهستان حومه، ۱/۲ کیلومتری شمال روستای حریر واقع شده است. این اثر در تاریخ ۲۶ اسفند ۱۳۸۶ با شمارهٔ ثبت ۲۱۷۵۴ به‌عنوان یکی از آثار ملی ایران به ثبت رسیده است.